# 林子邊 (高雄市大社區)
林子邊，原寫為林仔邊，是臺灣高雄市大社區的一個傳統地域名稱，位於該區西南半葉的東南部。相較於今日行政區，其範圍大致為中里里不含西部及東北部的西北側凸出部分、觀音里東南部、神農里南部東側凸出部分的東南端。
本地區境內主要聚落為林仔邊，設有觀音國小（部分）。

## 歷史
台灣日治初期，林子邊地區為一街庄，稱為「林仔邊庄」（舊制街庄），隸屬於觀音中里。該庄昔日北與三奶壇庄為鄰，東及東南與前埔厝庄為鄰，南邊為仁武庄，西南邊及西邊為後庄仔庄。
1901年（日治明治三十四年）11月11日，全台廢縣廳改設二十廳，該庄隸屬於鳳山廳。1904年（明治三十七年）5月3日，該庄編入「楠梓坑區」，隸屬於鳳山廳。1909年（明治四十二年）10月25日，全台合併二十廳為十二廳，楠梓坑區改隸屬於臺南廳。1920年（大正九年）10月1日，全台地方制度大改正，廢十二廳改設五州二廳，該庄改制並雅化為「林子邊」大字，隸屬於高雄州高雄郡仁武庄（新制街庄）。1924年（大正十三年）12月25日，高雄郡廢郡，仁武庄改隸屬於鳳山郡。
戰後仁武庄改制為仁武鄉，隸屬於高雄縣，大字亦改制為村。1950年（民國39年）10月1日，高、屏分治，仁武鄉仍隸屬於高雄縣。1951年（民國40年）8月，仁武鄉拆分出大社鄉，本地區改隸屬於大社鄉。2010年（民國99年）12月25日，高雄縣、市合併為直轄高雄市，大社鄉改制為大社區，村亦改制為里。

## 聚落
本地區發展較早的聚落為林仔邊，在日治初期的官方地圖上已有記載。

## 交通
國道10號又稱「高雄支線」或「高雄環線」，是左營至旗山的高速公路，經過本地區中部略偏西。最近的交流道在西南側為市道186號、區道高52-1線、區道高52線交會處的仁武交流道，在東北側為省道台22線旁的燕巢交流道。由此等可快速前往國道10號沿線各地，或銜接國道1號、國道3號。
市道186號是維新至大樹的道路，經過本地區西北部的林仔邊聚落。由該道路西行（大方向，當地先向北）可前往大社區大社市區、燕巢區、岡山區、永安區東南部等地；東行（大方向，當地先向南）可前往仁武區、大樹區，並止於省道台29線路口。
區道高50線是林仔邊至鹽埕仔的道路，其西側端點（起點）位於本地區西北部林仔邊聚落市道186號路口。

## 學校
- 觀音國小（部分）